# Równać Szanse
Równać Szanse to program Polsko-Amerykańskiej Fundacji Wolności realizowany przez Fundację Civis Polonus. Jest to program wspierający młodzież z małych miejscowości, który poprzez wsparcie lokalnych projektów oraz szkolenie osób dorosłych z pracy z młodymi ludźmi, chce rozwijać ich kompetencje społeczne i emocjonalne, zapewniając im tym samym lepszy start w dorosłe życie. 
W 2023 roku Program został uhonorowany Nagrodą im. Janusza Korczaka przyznawaną przez Uczelnię Korczaka, która kształci kadry w edukacji i polityce społecznej. Nagroda ta docenia polskie inicjatywy edukacyjne i społeczne, które wspierają dzieci i młodzież.

## Historia
Program Równać Szanse został zainicjowany w 2001 roku przez Polsko-Amerykańską Fundację Wolności. Jego realizatorem została Polska Fundacja Dzieci i Młodzieży, która prowadziła go przez 20 lat. Od 2021 roku realizację programu powierzono Fundacji Civis Polonus.
Program powstał jako odpowiedź na nierówności edukacyjne powstałe w wyniku zmian systemu edukacji (reforma z 1999 r. zmieniające strukturę szkolnictwa z dwu na trzystopniowe, wprowadzając gimnazja). Powstające nowe gimnazja w małych miejscowościach były słabiej wyposażone i oferowały mniejszy zakres zajęć dodatkowych. Z przeprowadzonych wówczas badań wynikało, że nierówności w średnich wynikach uczniów w podziale na małe miejscowości (poniżej 20 tys. mieszkańców) i duże miasta wyniosła uśredniając ok. 30% na korzyść dużych miast.
Od początku swojego istnienia, program skupiał się na wyrównywaniu szans edukacyjnych młodych ludzi, zwłaszcza tych mieszkających na terenach wiejskich i w małych miastach. Przez lata program ewoluował, wprowadzając nowe elementy i rozszerzając swoje działania na różne obszary życia młodzieży.
Pierwsza edycja programu odbyła się w 2001 roku, kiedy to przyznano dotacje 40 organizacjom na łączną kwotę 840 400 zł. Projekty realizowane w ramach programu obejmowały szeroki zakres tematyczny, od poszerzania umiejętności związanych z wyborem dalszej ścieżki edukacyjnej, po projekty kształtujące tożsamość lokalną i inicjatywy kształtujące aktywne postawy obywatelskie.
W kolejnych latach program był kontynuowany, a jego formuła się zmieniała. W 2002 roku wprowadzono dodatkowe preferencje dla organizacji, które w latach 2000 – 2002 nie otrzymały dofinansowania ze źródeł ponadlokalnych. W tym samym roku, z powodu powodzi na południu Polski, stworzono dodatkowy element programu – dotacje dla organizacji z terenów dotkniętych powodzią.
W 2003 roku, na podstawie doświadczeń zebranych podczas realizacji pierwszych dwóch edycji programu, wprowadzono nowe założenia dla trzeciej edycji programu, tworząc różne ścieżki dotacyjne. 
W 2004 roku program został rozszerzony o kolejny element - Sieć Liderów Programu Równać Szanse, która stała się platformą wymiany informacji i kontaktów między wszystkimi partnerami programu.
W 2005 roku rozpoczęto realizację piątej edycji programu, która obejmowała różne konkursy dotacyjne, w tym Ogólnopolski Konkurs Grantowy, Programy Modelowe, Regionalny Konkurs Grantowy oraz II Regionalny Konkurs Grantowy. W tym samym roku powstała Akademia Programu Równać Szanse, mająca na celu umożliwienie uczestnikom programu zdobycia dodatkowych umiejętności i wiedzy.
Polsko-Amerykańska Fundacja Wolności poddawała program systematycznym przeglądom strategicznym dokonywanym przez zewnętrznych ekspertów. Pierwszy raz Program został poddany ocenie w 2007 roku. 
W 2023 roku, w uznaniu za swoje działania na rzecz młodzieży, Program został uhonorowany Nagrodą im. Janusza Korczaka przyznawaną przez Uczelnię Korczaka.

## Misja i cele
Misją Programu Równać Szanse jest wyrównanie szans młodych ludzi na dobry start w dorosłe życie.
Program Równać Szanse ma uniwersalny charakter, może być realizowany w różnych miejscach. Metody pracy proponowane w Programie mogą być efektywnie wykorzystywane przez osoby pracujące z różnymi grupami młodych ludzi. Program systematycznie poddawany jest procesowi ewaluacji, którego celem jest weryfikacja jego założeń, form realizacji i metod wykorzystywanych do pracy z młodzieżą.
Celem Programu Równać Szanse jest rozwój kompetencji społecznych i emocjonalnych, które ułatwią dobry start w dorosłe życie, młodzieży z małych miejscowości. Jest realizowany przez wspieranie inicjatyw skierowanych do młodzieży mieszkającej na wsi i w małych miastach. W Programie Równać Szanse nie chodzi o to, by młodzież z małych miejscowości przygotować do życia w mieście, bo nie miasto jest tu szczególną wartością, lecz wsparcie  młodego człowieka poprzez podnoszenie jego kompetencji koniecznych w dokonywaniu samodzielnych, świadomych, opartych na rzetelnej wiedzy wyborów.
Po konsultacjach ze ekspertami z różnych dziedzin, a przede wszystkim na podstawie wieloletnich praktycznych doświadczeń w realizacji Programu, wybrano kilka priorytetowych obszarów. Zadaniem Programu jest wyposażenie uczestniczących w jego działaniach młodych ludzi w kompetencje, dzięki którym młody człowiek:
- zna swoje możliwości i wierzy w siebie,
- potrafi sobą kierować i odpowiedzialnie podejmować decyzje,
- zna i rozumie otoczenie społeczne, w którym żyje,
- potrafi zadbać o relacje z innymi i nawiązać z nimi współpracę.

## Metoda Programu

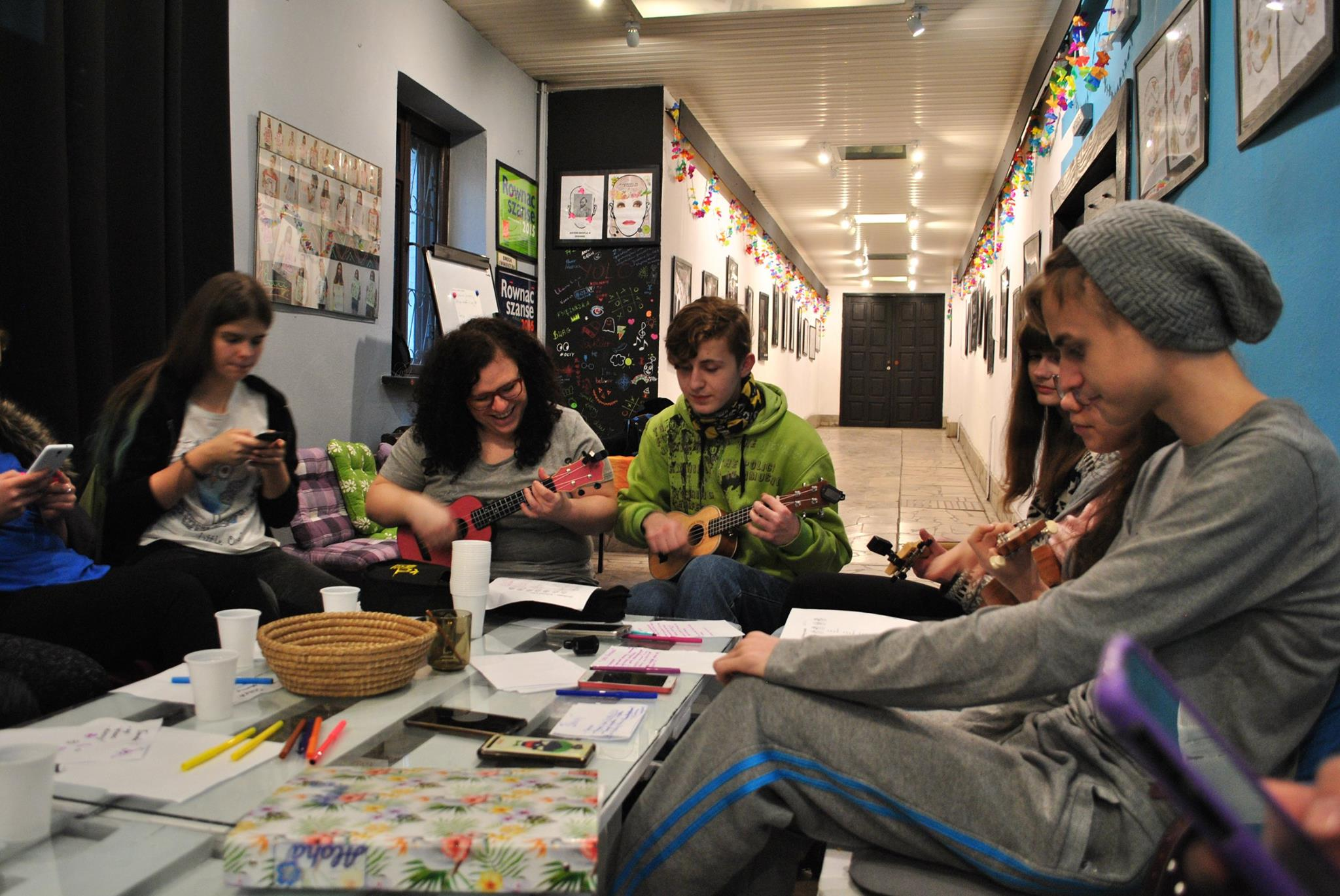
Spotkanie projektowe

Program posiada spójną, konkretną i opartą na ośmiu filarach autorską metodę pracy. Jest ona wypracowana na bazie ponad 20 lat doświadczeń jego realizacji. 
Opiera się na licznych badaniach, dyskusjach z ekspertami z różnych dziedzin, była również testowana w środowiskach, do których Program jest adresowany. Opisana poniżej metoda Programu definiuje kompletną ścieżkę działań opartą na wartościach, takich jak: otwartość, zaufanie, podmiotowość, odpowiedzialność oraz na działaniach związanych z przygotowaniem i realizacją projektu społecznego.
Program Równać Szanse skupia się na rozwoju kompetencji społecznych młodzieży, które są kluczowe dla ich przyszłego życia i kariery zawodowej. Program ten opiera się na kilku kluczowych elementach:
- Tożsamość: Program pomaga młodzieży w odkrywaniu i budowaniu własnej tożsamości. Uczestnicy są zachęcani do samodzielnego myślenia, refleksji nad swoimi wartościami, celami i pasjami.
- Podmiotowość: Program promuje aktywne uczestnictwo młodzieży w społeczności. Uczestnicy są zachęcani do podejmowania inicjatyw, podejmowania decyzji i brania odpowiedzialności za swoje działania.
- Współpraca i pozyskiwanie sojuszników: Program podkreśla znaczenie współpracy i budowania relacji z innymi. Uczestnicy uczą się, jak nawiązywać i utrzymywać relacje, jak pracować w zespołach i jak pozyskiwać wsparcie dla swoich inicjatyw.
- Odpowiedzialność / Planowanie i realizacja projektu: Program uczy młodzieży, jak planować i realizować projekty. Uczestnicy uczą się, jak ustalać cele, jak planować działania, jak monitorować postępy i jak oceniać wyniki.
- Duma / Sprawczość / Obecność młodzieży w życiu publicznym: Program promuje poczucie dumy i sprawczości wśród młodzieży. Uczestnicy są zachęcani do aktywnego uczestnictwa w życiu publicznym, do wyrażania swoich opinii i do działania na rzecz zmiany.

Wszystkie te elementy są ściśle powiązane i wzajemnie się wzmacniają, tworząc holistyczne podejście do rozwoju młodzieży. Program Równać Szanse daje młodzieży narzędzia i umiejętności, które są niezbędne do skutecznego działania w dzisiejszym świecie.

## Formy wsparcia
Program Równać Szanse oferuje wsparcie w formie dotacji, które można otrzymać w zorganizowanym konkursie grantowym.
Program ma także rozbudowany komponent szkoleniowy, mający na celu poprawę wiedzy i umiejętności osób pracujących lub chcących pracować z młodzieżą. Realizuje działania promocyjne popularyzujące metody i narzędzia pracy z młodzieżą według autorskiej metody. Umożliwia rozwój osobom najbardziej zaangażowanym w działania Programu (koordynatorom/koordynatorkom), a także prowadzi oddzielną ścieżkę szkoleniową dla młodzieży.
Do startu w konkursach grantowych uprawnione są podmioty, które prowadzą działania i posiadają siedzibę w miejscowości do 20 tysięcy mieszkańców:
- organizacje pozarządowe zarejestrowane (w formie stowarzyszeń lub fundacji) w KRS lub w ewidencji prowadzonej przez starostów;
- powiatowe, miejskie i gminne domy kultury;
- powiatowe, miejskie i gminne biblioteki publiczne;
- Koła Gospodyń Wiejskich wpisane do rejestru Agencji Restrukturyzacji i Modernizacji Rolnictwa lub KRS bądź ewidencji prowadzonej przez starostów.

Głównym instrumentem Programu są konkursy dotacyjne. Program Równać Szanse oferuje dwa główne, otwarte konkursy grantowe, w których można zdobyć fundusze na realizację projektów zgodnych z jego celami i metodyką. Są to Konkurs Małe Granty oraz Konkurs Duże Granty.
Ponadto Program posiada również ofertę konkursów, mających na celu utrwalanie rezultatów w miejscach, gdzie zrealizowano już projekty w ramach Równać Szanse. Są to:
- Festiwale Równać Szanse: celem konkursu jest wsparcie najlepszych projektów, które wpływają na upowszechnianie marki Programu Równać Szanse, jego metodologii oraz upowszechnianie rezultatów wybranych projektów w lokalnych społecznościach. Dodatkowym celem jest także dalsze podnoszenie kompetencji koordynatorów(-rek), a także  wzmocnienie organizacji działającej w lokalnej społeczności.
- Projekty Modelowe Równać Szanse: celem konkursu jest wsparcie najlepszych projektów, które zakładają użycie sprawdzonych, skutecznych metod, narzędzi i pomysłów na działania z młodzieżą, wykorzystywanych w zrealizowanych już projektach Równać Szanse. W wyniku konkursu wybrana zostanie forma, która umożliwi ich jak najszersze upowszechnienie wśród organizacji, instytucji i osób pracujących z młodzieżą. Wypracowane produkty będą dostępne w Narzędziowniku zamieszczonym na stronie internetowej Programu Równać Szanse w formie repozytorium wiedzy i inspiracji.
- Projekty Młodzieżowych Liderów Równać Szanse: celem konkursu jest wsparcie najlepszych projektów, których pomysłodawcami i koordynatorami będą Młodzieżowi Liderzy (uczestnicy warsztatu dla najbardziej wyróżniających się realizatorów projektów zrealizowanych w ramach Programu Równać Szanse poprzedniej edycji Programu). Celem jest dalsze wzmocnienie kompetencji wybranych Liderów (potencjalnych przyszłych działaczy społecznych lub koordynatorów projektów w Równać Szanse).

Letnia Szkoła Młodzieżowych Liderów to jedna z form wsparcia oferowanych przez program "Równać Szanse". Jest to inicjatywa edukacyjna skierowana do młodzieży, która ma na celu rozwijanie umiejętności liderów młodzieżowych. Uczestnicy szkoły uczą się, jak skutecznie działać na rzecz swojej społeczności, jak planować i realizować projekty społeczne, a także jak skutecznie komunikować się i współpracować z innymi.
Absolwenci Letniej Szkoły Młodzieżowych Liderów mają możliwość zgłaszania swoich projektów do konkursów organizowanych przez program "Równać Szanse". Dzięki temu młodzi ludzie mają możliwość zdobycia doświadczenia w realizacji projektów, a także szansę na zdobycie funduszy na ich realizację. Letnia Szkoła Młodzieżowych Liderów jest więc nie tylko formą edukacji, ale także platformą umożliwiającą młodzieży aktywne działanie na rzecz swojej społeczności.

## Gotowi na przyszłość

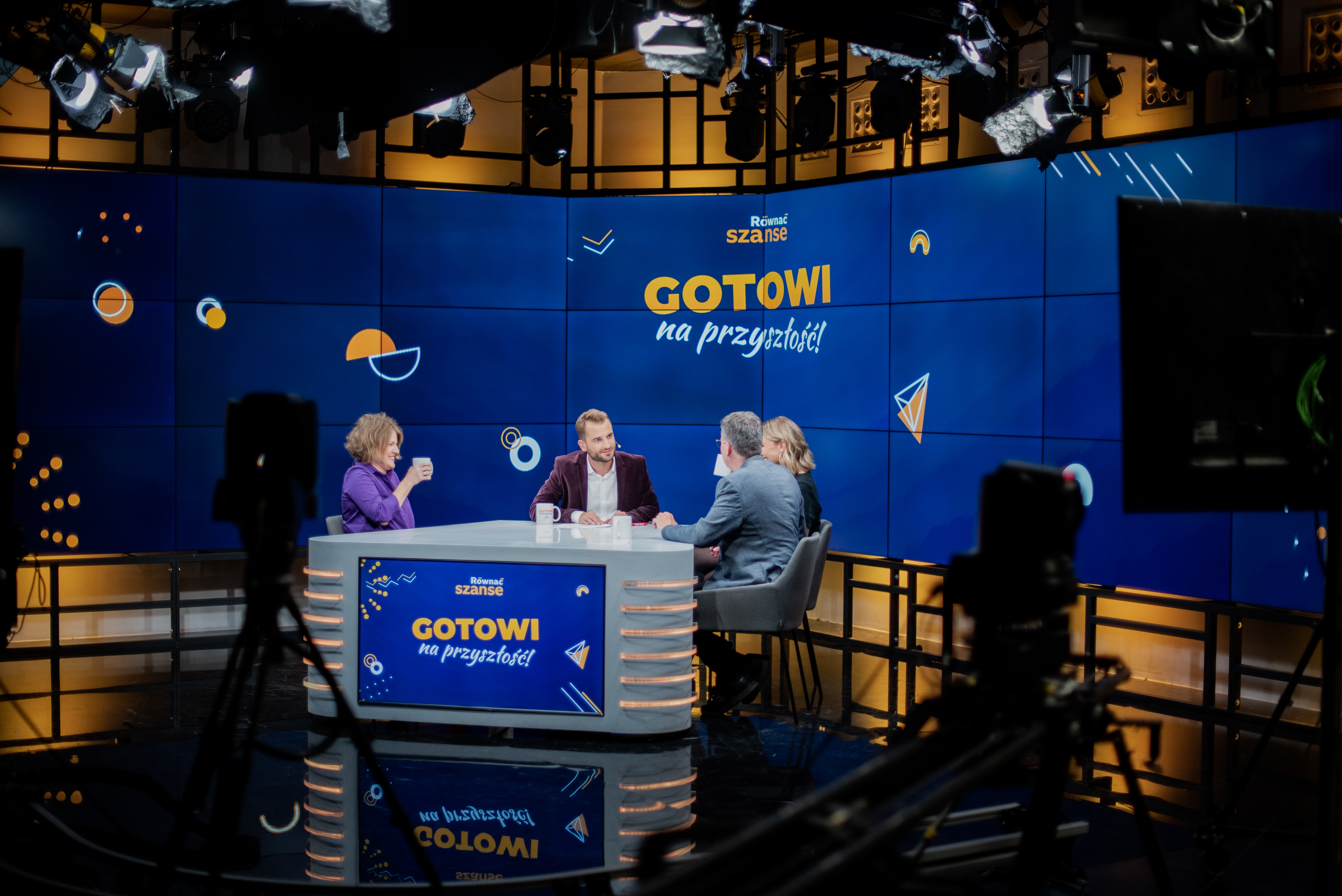
Druga edycja Gotowych na przyszłość

Gotowi na przyszłość to inicjatywa Programu Równać Szanse, która ma na celu tworzenie przestrzeni do rozmowy o problemach i wyzwaniach, jakie czekają młodzież na progu dorosłego życia. Inicjatywa ta ma stać się platformą rozmów osób dorosłych z ekspertami i praktykami o młodzieży i świecie, w jakim będą żyli.
Pierwsza edycja wydarzenia odbyła się w 2021 roku i była prezentacją publikacji „Jestem, działam, współpracuję”, która jest opisem metody Programu Równać Szanse. Spotkanie, w czasie którego eksperci rozmawiali o tym “Jak wspierać młodzież na drodze do dorosłości”, zebrało bardzo dobre recenzje.
Druga edycja wydarzenia odbyła się w 2022 roku pod nazwą: Gotowi na przyszłość. Młodzież i jej emocje w zmieniającym się świecie. Wydarzenie było organizowane wspólnie z Onetem, pod patronatem UNICEF Polska oraz Fundacji Dajemy Dzieciom Siłę. 
Gotowi na Przyszłość to rozwojowa platforma, na której inicjowana jest dyskusja o sytuacji młodzieży w Polsce i wyzwaniach, jakie stoją przed nimi na progu wejścia w dorosłość. Jest to uzupełnienie dotychczasowych działań Programu Równać Szanse.